# Popillia isabellae
Popillia isabellae är en skalbaggsart som beskrevs av Limbourg 2007. Popillia isabellae ingår i släktet Popillia och familjen Rutelidae. Inga underarter finns listade i Catalogue of Life.